# Mason Novick
Mason Novick (Chicago, Illinois, 20 de dezembro de 1974) é um produtor cinematográfico norte-americano. Como reconhecimento, foi nomeado ao Oscar 2008 na categoria de Melhor Filme por Juno.